# キングマンション堂島川
キングマンション堂島川（キングマンションどうじまがわ）は大阪市福島区玉川一丁目1番36号にある超高層マンションである。
1995年に建設が開始され、1998年6月に竣工した。竣工当時は、福島区内で最も高い建築物であった。2017年に、株式会社MTK一級建築士事務所設計・監理、株式会社長谷工リフォーム施工による第1回の大規模修繕工事を実施した。

## 概要
B1F：駐輪場
1F：エントランス、店舗（ハートフルふくしま保育園 2013年開設）、駐輪場
2F：エントランス、駐輪場
3F～43F：分譲住宅

## 交通機関

### 鉄道
- 京阪中之島線 中之島駅 約150m 徒歩2分
- JR西日本 東西線 新福島駅 約750m 徒歩10分
- JR西日本 大阪環状線 福島駅 約950m 徒歩12分
- JR西日本 大阪環状線 野田駅 約1100m 徒歩14分
- 阪神本線 福島駅 約800m 徒歩10分
- Osaka Metro 千日前線 玉川駅 約850m 徒歩10分

### バス
- 大阪シティバス 55系統 堂島大橋北詰 徒歩1分
- 大阪シティバス 53系統 堂島大橋 徒歩1分
- 大阪シティバス 88系統 土佐堀2丁目 徒歩8分
- 北港観光バス 中之島ループバス ロイヤルホテル前、国際会議場前 徒歩2分

## 隣接施設
- 大阪国際会議場
- 下福島公園
- リーガロイヤルホテル
- JCHO大阪病院
- ライフ 堂島大橋店（2017年開店）
- 中之島バンクス